# 星野伸之
星野 伸之（ほしの のぶゆき、 1966年1月31日 - ）は、北海道旭川市出身の元プロ野球選手（投手、左投左打）。現在は野球解説者、野球評論家として活動している。
タイトル獲得は多くないものの、11年連続2桁勝利を記録するなど、パ・リーグを代表する投手として活躍した。その実績と端正な顔立ち、およそ野球選手らしくない細身な体型から同リーグの、西崎幸広、阿波野秀幸、渡辺久信らと共に「トレンディエース」と呼ばれ、「星の王子さま」の愛称で親しまれた（「トレンディエース」の時代背景などは西崎の項を参照）。

## 経歴
北海道旭川市出身。幼少期から野球が好きで、北海道という土地柄から読売ジャイアンツ（巨人）のファンであった。阪急との接点はほとんどなかったが、家に山田久志、福本豊、山口高志のポスターが貼ってあり、兄と一緒に日本シリーズで見た山田や山口のフォームを真似していたという。
旭川工業高校では、1年生から野球部のエースとして過ごした。秋の新人戦を前に、遊びたい誘惑に駆られて一度は退部したものの、父親の激怒や野球部の恩師（当時の部長で翌年から監督）による引き戻しもあり、渋々戻って野球を続けた。2年生の秋季北海道大会（1982年）は旭川支部予選の決勝で旭川竜谷高に完封負け、3年生の春季北海道大会（1983年）では1回戦（対北海道日大高）で好投するも敗退するなど、甲子園出場にはほど遠いチーム成績であったが、それでも北海道拓殖銀行の野球部（たくぎん野球部）から内定をもらうことができた。
プロ6球団がマークしていたというが、ドラフト外の評価が殆どであった。本人は巨人への憧れがあったが、監督は「左腕が少ないチーム」への入団を勧めていた。その後、「貴重なサウスポー」「カーブが面白い」「脹脛が太い」などの理由で阪急ブレーブスから声が掛かり、同年のドラフト会議で阪急から5位指名を受けて入団。プロでやっていく自信は全くなかったが「大学に入るつもりで4年間は頑張ってみよう」と思い入団を決意した。背中を押してくれたのは、またも野球部の恩師であった。担当スカウト当銀秀崇。

### 現役時代
プロ1年目の1984年は1年を通して二軍（ウエスタン・リーグ）で過ごした。二軍での練習後、一軍の練習に加わって打撃投手を務めているうちに、その独特のカーブが注目され（福本豊が空振りしていた）、次第に二軍の試合で使われるようになった。
1985年のシーズン途中、駒不足となった二軍で先発・完封すると、そのまま二軍で先発ローテーション入りして4連勝するなど評価され、一軍（パシフィック・リーグ）へ昇格。7月29日の対西武戦で今井雄太郎をリリーフしたプロ初勝利を含め、2勝を記録した。
1986年は5月から先発の一角として起用され9勝、初めて規定投球回（9位、防御率3.88）にも達する。同年オフに更なる飛躍を目指してフォークボールを覚える。
1987年には、パ・リーグ5球団完封を含むリーグ1位の6完封を記録して11勝、以降1997年まで11年連続で2桁勝利を記録し、1995年、1996年のリーグ連覇にエースとして大きく貢献した。1995年のヤクルトスワローズとの日本シリーズでは2試合に登板。第3戦では先発登板し、吉井理人と投げ合うが4回1失点で降板、勝ち負けはつかなかった。1996年の読売ジャイアンツ（巨人）との日本シリーズでは2試合に先発登板。いずれも斎藤雅樹と投げ合うが、第1戦では5回途中、第5戦では4回途中に降板。勝利はならなかったが日本一に貢献している。
1989年と1996年には最高勝率のタイトルも獲得。なお1995年の夏までは、フリーエージェント（FA）の権利を行使してセントラル・リーグの阪神タイガースへFA移籍しようという考えに傾いていたが、この時は阪神の球団体質への不信感に加え、高額年俸選手が次々と戦力外になっていた例が多かったため翻意し、11月2日にオリックス球団と2度目の契約交渉を行った上でFA権を行使し、年俸1億2000万円の3年契約＋再契約金3000万円でオリックス残留を決めた。星野本人はこの時の交渉で年俸1億5,000万円を要求していたが、球団代表の井箟重慶から「年俸は3年間据え置きではなく、成績が良ければアップする」として提示された条件を受け入れ、「現状を見ると、年俸が高くなりすぎるとクビを切られやすくなっている。まだプレーできるのに、その機会を奪われるなんて寂しい。どんどん年俸が上がればいいという気はなくなった。安定も大事と思ったんです。やはり自分がもう無理だと思えるまで投げ続けたい」とコメントした。
1998年は3年連続開幕投手となったが終始絶不調で再調整の為の二軍落ちも経験し6勝に終わり、12年連続の2桁勝利及び13年連続規定投球回は達成はならなかった。1999年にチームメイトのイチロー、戎信行と共にMLBのシアトル・マリナーズが開いた春季キャンプに参加した。オープン戦では、対サンディエゴ・パドレス戦で先発するも、1.2回を投げて3本塁打を含む8失点と精彩を欠き、2試合で0勝1敗、防御率27.00の成績が残っている。同年は2年ぶりの2桁勝利となる11勝を記録し、規定投球回もクリアした。
同年オフに再びFA権を行使し、1995年オフにも移籍を考えていた阪神に移籍した。その時、阪神を選んだ一つの理由には、オリックスの本拠地が神戸市に移っても西宮市に在住していたことが挙げられる。阪神では移籍1年目の2000年と翌2001年に2年連続で開幕投手を務めたが、2002年までの3年間で8勝13敗（2000年に5勝10敗、2001年に1勝2敗、2002年に2勝1敗）と低迷したことや、2001年に患った頻脈などから、2002年限りで現役を引退した。この時、球団からは「星野君、来年も」と言われていたという。

### 現役引退後
2003年から2005年までフジテレビ・関西テレビで野球解説者、サンケイスポーツで野球評論家を務め、プロ野球マスターズリーグの札幌アンビシャスに参加。
2006年から2009年まで阪神の二軍投手コーチを務めた。
2010年から、オリックスの一軍投手コーチへ就任した。6月8日より自律神経失調症の治療のために休養に入ったが、6月22日より復帰。
2011年には、体調面などを考慮しながら、二軍投手コーチを務めた。
2012年5月22日に、小林宏と入れ替わる格好で一軍投手コーチに復帰。
2016年から二軍育成コーチに就任したが、同年4月17日には、酒井勉と入れ替わる格好で一軍投手コーチへ再び復帰した。
2017年も引き続き一軍の投手部門を担当していたが、シーズン中に体調不良を訴えたため、6月23日から一時休養。球団ではこの休養を機に、一軍のブルペン担当コーチだった平井正史を星野の代役（ベンチ担当）、二軍投手コーチから小林を一軍のブルペン担当に異動させる措置を暫定的に講じた。星野自身は、体調が回復した同年7月1日から、二軍の練習に同行。7月11日には、星野に二軍、小林に一軍を担当させることが球団から正式に発表された。結局、この年のシーズン終了後にオリックスを退団。
2018年からは、関西テレビ・J SPORTSの野球解説者や、サンケイスポーツ野球評論家としての活動を、13年振りに再開している。

## 選手としての特徴
プロ野球選手としては非常に細身な体型で、最高球速130 km/hの速球に70 - 90 km/h台のスローカーブ、120 km/h前後のフォークボールという、先発投手としては非常に少ない球種で勝負する異色の投手だった。球速の遅さにまつわる逸話として、1990年9月20日の対日本ハムファイターズ戦（東京ドーム）で星野のすっぽ抜けたカーブを捕手の中嶋聡がミットを使わずに右手で直接捕球し、星野を超える球速で返球したことで失笑が起こった。ベンチに帰り星野は「素手で取るなよ。ミットが動いてなかったぞ」と機嫌を悪くしていたが、中嶋は「ミットが届かなかったんです」と誤魔化し事態は収まった。ちなみに中嶋は1995年のオールスターゲームで行われたスピードガン競争で146 km/hを記録するなど球界屈指の強肩捕手だった。他にも完封されたチームの打者から「今日の星野は一段と遅かった」と言われるなど球速の遅さにまつわる話題は枚挙にいとまがない。
しかし、しなやかに腕を振る投球フォームから投げる速球は伸びがあり、高校時代はオーソドックスな上手投げであったフォームは1989年頃から徐々にテイクバックが小さくなり、最終的に投げる直前まで左手を体の横に隠し、極限までコンパクトにしたテイクバックから投げ込むフォームへと変化した。これにより打者からは投げる瞬間まで握りが見えず球種が読みにくく、ボールの出所も見えにくくなった。これらに加え40 km/h以上のスローカーブとの緩急差、そして「どの球種でも投球フォームが変わらない」という特徴により打ちづらく、打者には速球が数字以上に速く見えたと言われる。その緩急差に、梨田昌孝は「ストレートが一番速かった投手は?」という雑誌の取材に対し星野の名を挙げて「あまりにも速く感じて金縛りのようになった」と語り、初芝清は「（当時日本最速の球速158 km/hを記録した）伊良部より星野さんのほうが速いと思う」と発言、清原和博は「星野さんのストレートが一番打ちにくい」と評し、桑田真澄も数えるほどしか打者としての対戦経験は無かったが「ストレートがめちゃくちゃ速く感じる」と星野のストレートは強く印象に残ったという。他にも中村紀洋、タフィ・ローズなど複数の打者が星野のボールは速かったと証言している。また、トニー・バナザードは星野のストレートの遅さと、それにもかかわらず打てないことからかなり苛立ち、よく星野に向かって怒っていたという。他にも片岡篤史は現役時代を振り返って一番苦手だった投手として星野の名前を挙げている。
代名詞であるカーブを習得したのは高校時代であり、当時の高校の監督の勧める握りでカーブを投じてみた所、「投げると手首が返る」ほどにしなやかな星野の手首との相乗によって独特の大きな変化をするカーブが生まれた。ただ、この「手首が返る」という現象はカーブを投じる上では大きな武器であったが自分でも制御が利かないものであり、カーブの曲がりを意図して小さくすることも出来なければ、スライダーなどのオーソドックスな球種も習得できないという弊害もあった。
こうした手首の特性から球種のバリエーションに乏しかった星野であったが、第2の武器となるフォークは3年目（1986年）のオフに習得した。当初はスプリットのような浅い握りを試したがしっくり来ず、寮の部屋でボールの持つ場所や握りを試行錯誤していると、「人差し指と中指を開いた状態で両指が縫目にかかる」特殊な握り方をした時に腑に落ちた感覚があり、翌日投げてみた所思い通りの落ち方をしたという。この星野独自の握りのフォークは深い握りでありながら直球と比べてあまり減速せず、直球と同じような軌道から打者の手元で小さく沈み込むというスプリットと似た特性を持っており、直球待ちでタイミングを早く取った打者をこのフォークによって空振りさせることが出来るようになり、投球のバリエーションを増やした星野は翌1987年に初の2桁勝利を達成した。
星野の特徴にいち早く気がついたのが入団時の捕手だった中沢伸二で、星野の新人時代、「球は遅いけど、なかなか打てない面白いピッチャーがいるぞ」と二軍に調整に来ていた山沖之彦に話していた。
クイックモーションの速さも武器であり、構え遅れたバッターに対して極端なクイックモーションでど真ん中に放り込んでカウントを取ることもあった。本人は「そんなせこいことばっかりやってたね」と謙遜したが、古田敦也は「それは超クイックで投げれる人しか無理」と評価している。
奪三振が多く、2015年シーズン終了時点で日本プロ野球歴代21位の通算2041奪三振を記録している。また通算与四球率3.13と制球力はあまり良くなく、球速の遅い投手ではあるものの伸びのあるストレートと少ない球種で三振を奪っていた。また129完投を記録している。この完投数は同年代に活躍して「ミスター完投」の異名を取った斎藤雅樹などより多い。

## 人物
少年時代からプロ入りを目指していたが、180cm台の身長に対して体重65kgが精一杯という華奢な体格にプロの水準には遠く及ばない球速から、プロ入りは無理と酷評されていた。しかし、それをバネにして力任せや球威偏重ではない独自のスタイルを洗練することでプロ入りを果たし、球界を代表する投手の一人にまで上り詰めた。星野と同学年で同じく「球の遅い一流投手」に山本昌・香田勲男・小宮山悟などがいる。山本昌とは、男3人兄弟の次男で、自分だけ背が高く、自分だけ左利きといった共通点もある。
現役当時の星野自身にとって球速は「調子のバロメーター」であり、同じ腕の振りができているかどうかの指標であった。
本人は投手として大成する基礎を作ったトレーニングとしてとにかく走り込みを挙げている。
北海道出身だったことから、当時の阪急の主力投手であった山田久志（秋田県出身）、今井雄太郎（新潟県出身）、佐藤義則（北海道出身）ら北国出身の先輩に可愛がられ、3人の「北の会」にも入れてもらった。佐藤、今井は豪快だったが山田は自己節制も厳しく、星野は山田に「オーラを感じた。一流ってこういうものかと思った」と語っている。
テレビゲームではゲームの仕様やシステムの都合上、実際の球速を忠実に再現すると、現実通りに活躍させることが難しくなることから、ファミリースタジアムシリーズでは1990年版までは138 - 140 km/h、「燃えろ!プロ野球シリーズ」では140 - 149 km/h、実況パワフルプロ野球シリーズでは130 km/h台後半と実際の球速よりもかなり速い設定となっていた。
漫画『ドカベン プロ野球編』では、登場人物である山田太郎をカモにすると描かれていた。水島漫画では『遅球王』とも。
阪急時代に親会社の阪急電鉄の1988年初詣CMにて、当時宝塚歌劇団所属だった天海祐希と共演している。
家族については、1989年（平成元年）、前年のミス・ユニバース・ジャパンであり、同年のミス・ユニバース世界大会でも第4位となった坂口美津穂と結婚した。結婚後、坂口は専業主婦となり、娘2人と息子1人を設けた。二女の芽生（めばえ）は女優・タレントとして芸能界にデビューしている。
坂口は小川菜摘と交流があり、その夫である浜田雅功一家とは、家族ぐるみの付き合いである。年末年始は共に家族同士で過ごすのが、30年以上の恒例になっているという。

## 詳細情報

### 年度別投手成績
| 年 度      | 球 団           | 登 板 | 先 発 | 完 投 | 完 封 | 無 四 球 | 勝 利 | 敗 戦 | セ 丨 ブ | ホ 丨 ル ド | 勝 率 | 打 者 | 投 球 回 | 被 安 打 | 被 本 塁 打 | 与 四 球 | 敬 遠 | 与 死 球 | 奪 三 振 | 暴 投 | ボ 丨 ク | 失 点 | 自 責 点 | 防 御 率 | W H I P |
| ---------- | --------------- | ----- | ----- | ----- | ----- | -------- | ----- | ----- | -------- | ----------- | ----- | ----- | -------- | -------- | ----------- | -------- | ----- | -------- | -------- | ----- | -------- | ----- | -------- | -------- | ------- |
| 1985       | 阪急 オリックス | 17    | 3     | 0     | 0     | 0        | 2     | 2     | 1        | --          | .500  | 220   | 46.1     | 43       | 5           | 39       | 2     | 1        | 43       | 1     | 0        | 26    | 23       | 4.47     | 1.77    |
| 1986       | 阪急 オリックス | 35    | 20    | 4     | 0     | 0        | 9     | 8     | 0        | --          | .529  | 664   | 153.0    | 145      | 27          | 68       | 2     | 3        | 129      | 5     | 0        | 69    | 66       | 3.88     | 1.39    |
| 1987       | 阪急 オリックス | 29    | 28    | 13    | 6     | 3        | 11    | 12    | 0        | --          | .478  | 738   | 179.0    | 138      | 16          | 67       | 2     | 3        | 170      | 8     | 1        | 81    | 77       | 3.87     | 1.15    |
| 1988       | 阪急 オリックス | 27    | 27    | 16    | 1     | 0        | 13    | 9     | 0        | --          | .591  | 862   | 209.0    | 168      | 29          | 79       | 2     | 1        | 163      | 3     | 0        | 85    | 71       | 3.06     | 1.18    |
| 1989       | 阪急 オリックス | 28    | 27    | 11    | 4     | 2        | 15    | 6     | 0        | --          | .714  | 808   | 194.0    | 173      | 24          | 78       | 0     | 2        | 160      | 11    | 0        | 78    | 75       | 3.48     | 1.29    |
| 1990       | 阪急 オリックス | 27    | 27    | 10    | 1     | 2        | 14    | 9     | 0        | --          | .609  | 810   | 190.1    | 188      | 33          | 60       | 0     | 1        | 163      | 4     | 0        | 100   | 85       | 4.02     | 1.30    |
| 1991       | 阪急 オリックス | 28    | 25    | 9     | 1     | 1        | 16    | 10    | 1        | --          | .615  | 806   | 193.2    | 165      | 17          | 75       | 1     | 0        | 138      | 6     | 0        | 82    | 76       | 3.53     | 1.24    |
| 1992       | 阪急 オリックス | 27    | 25    | 16    | 5     | 2        | 13    | 9     | 0        | --          | .591  | 826   | 196.2    | 188      | 17          | 66       | 1     | 3        | 175      | 9     | 0        | 81    | 79       | 3.62     | 1.29    |
| 1993       | 阪急 オリックス | 25    | 24    | 13    | 2     | 1        | 10    | 12    | 0        | --          | .455  | 760   | 185.1    | 172      | 10          | 52       | 2     | 3        | 153      | 5     | 0        | 73    | 69       | 3.35     | 1.21    |
| 1994       | 阪急 オリックス | 22    | 22    | 8     | 0     | 1        | 10    | 10    | 0        | --          | .500  | 610   | 143.1    | 143      | 14          | 49       | 2     | 3        | 119      | 0     | 0        | 73    | 57       | 3.57     | 1.34    |
| 1995       | 阪急 オリックス | 24    | 24    | 3     | 0     | 0        | 11    | 8     | 0        | --          | .579  | 647   | 156.2    | 133      | 15          | 51       | 1     | 1        | 112      | 4     | 0        | 65    | 59       | 3.39     | 1.17    |
| 1996       | 阪急 オリックス | 22    | 22    | 6     | 3     | 2        | 13    | 5     | 0        | --          | .722  | 594   | 144.2    | 137      | 9           | 38       | 1     | 1        | 85       | 2     | 0        | 54    | 49       | 3.05     | 1.21    |
| 1997       | 阪急 オリックス | 29    | 29    | 9     | 2     | 1        | 14    | 10    | 0        | --          | .583  | 845   | 202.2    | 194      | 16          | 54       | 1     | 2        | 121      | 3     | 0        | 87    | 73       | 3.24     | 1.22    |
| 1998       | 阪急 オリックス | 22    | 22    | 4     | 2     | 1        | 6     | 10    | 0        | --          | .375  | 570   | 128.1    | 152      | 15          | 47       | 2     | 2        | 76       | 6     | 0        | 76    | 73       | 5.12     | 1.55    |
| 1999       | 阪急 オリックス | 26    | 26    | 4     | 1     | 1        | 11    | 7     | 0        | --          | .611  | 669   | 156.2    | 151      | 16          | 62       | 1     | 1        | 96       | 4     | 0        | 77    | 67       | 3.85     | 1.36    |
| 2000       | 阪神            | 21    | 21    | 3     | 1     | 0        | 5     | 10    | 0        | --          | .333  | 515   | 122.2    | 120      | 14          | 30       | 3     | 5        | 85       | 2     | 0        | 59    | 55       | 4.04     | 1.22    |
| 2001       | 阪神            | 10    | 5     | 0     | 0     | 0        | 1     | 2     | 0        | --          | .333  | 126   | 29.1     | 32       | 4           | 5        | 1     | 2        | 28       | 1     | 0        | 15    | 15       | 4.60     | 1.26    |
| 2002       | 阪神            | 8     | 7     | 0     | 0     | 0        | 2     | 1     | 0        | --          | .667  | 153   | 37.2     | 33       | 1           | 7        | 0     | 2        | 25       | 0     | 0        | 10    | 10       | 2.39     | 1.06    |
| 通算：18年 | 通算：18年      | 427   | 384   | 129   | 29    | 17       | 176   | 140   | 2        | --          | .557  | 11223 | 2669.1   | 2475     | 282         | 927      | 24    | 36       | 2041     | 74    | 1        | 1191  | 1079     | 3.64     | 1.27    |

- 阪急（阪急ブレーブス）は、1989年にオリックス（オリックス・ブレーブス）に球団名を変更

### タイトル
- 最高勝率：2回（1989年、1996年）

### 表彰
- 月間MVP：1回（投手部門：1989年9月）
- 旭川市民栄誉賞（1996年）[30]
- ベスト・ファーザー賞 in 関西 スポーツ部門（2025年[31]）

### 記録
初記録
- 初登板：1985年7月9日、対ロッテオリオンズ13回戦（川崎球場）、8回裏1死に2番手として救援登板・完了、2/3回無失点
- 初奪三振：同上、8回裏に芦岡俊明から
- 初勝利：1985年7月29日、対西武ライオンズ14回戦（阪急西宮球場）、2回表1死に2番手として救援登板・完了、7回2/3を1失点
- 初先発：1985年8月15日、対近鉄バファローズ16回戦（平和台球場）、4回1/3を4失点で敗戦投手
- 初セーブ：1985年10月7日、対近鉄バファローズ25回戦（藤井寺球場）、6回裏2死に2番手として救援登板・完了、3回1/3を1失点（自責点0）
- 初先発勝利：1985年10月13日、対南海ホークス25回戦（阪急西宮球場）、6回3失点（自責点2）
- 初完投勝利：1986年5月11日、対南海ホークス7回戦（大阪スタヂアム）、9回2失点
- 初完封勝利：1987年4月14日、対西武ライオンズ1回戦（阪急西宮球場）
- 初安打：2000年6月6日、対読売ジャイアンツ10回戦（東京ドーム）、3回表に工藤公康から二塁内野安打

節目の記録
- 1000投球回：1991年5月2日、対日本ハムファイターズ5回戦（グリーンスタジアム神戸） ※史上239人目
- 1000奪三振：1992年5月6日、対近鉄バファローズ6回戦（藤井寺球場）、11回裏に石井浩郎から ※史上84人目
- 100勝：1993年8月17日、対日本ハムファイターズ18回戦（東京ドーム）、先発登板で8回2失点 ※史上108人目
- 1500投球回：1993年9月1日、対福岡ダイエーホークス23回戦（北九州市民球場） ※史上136人目
- 1500奪三振：1995年8月20日、対福岡ダイエーホークス22回戦（グリーンスタジアム神戸）、2回表に安田秀之から ※史上38人目
- 2000投球回：1997年4月8日、対西武ライオンズ1回戦（西武ライオンズ球場） ※史上74人目
- 150勝：1997年9月13日、対西武ライオンズ22回戦（グリーンスタジアム神戸）、9回3失点完投勝利 ※史上41人目
- 2500投球回：2000年4月23日、対ヤクルトスワローズ4回戦（阪神甲子園球場）、1回表に佐藤真一を中飛で2死目をとり達成 ※史上40人目
- 2000奪三振：2001年8月1日、対ヤクルトスワローズ18回戦（阪神甲子園球場）、9回表にアレックス・ラミレスから ※史上17人目

その他の記録
- オールスターゲーム出場：7回（1987年 - 1989年、1991年、1995年 - 1997年）

### 背番号
- 53（1984年 - 1986年）
- 28（1987年 - 1999年）
- 34（2000年 - 2002年）
- 70（2006年 - 2009年）
- 71（2010年 - 2017年）

### 登場曲
- 「ミッキーマウス・マーチ（ユーロビートバージョン）〜パークエディット」[32]

## 関連情報

### 著書
- 真っ向勝負のスローカーブ（2003年、新潮社〈新潮新書〉ISBN 4-106100-16-9）